# ...e mi lasciò senza indirizzo
...e mi lasciò senza indirizzo (Sans laisser d'adresse) è un film del 1951 diretto da Jean-Paul Le Chanois.
È stato presentato in concorso al Festival internazionale del cinema di Karlovy Vary e alla 1ª edizione del Festival di Berlino, dove si è aggiudicato l'Orso d'oro come miglior commedia.
Il film vede una delle prime apparizioni sul grande schermo dell'attrice e cantante Juliette Gréco e di Pierre Mondy, in seguito noto come protagonista della serie televisiva Il commissario Cordier, nonché l'ultima dell'attrice Arlette Marchal.

## Trama
Thérèse è una ragazza di campagna, vittima di un seduttore che l'ha abbandonata non appena saputo che era rimasta incinta. Decisa a ritrovarlo, si reca a Parigi e si mette sulle sue tracce con l'aiuto del tassista Émile, solo per scoprire che l'uomo che sta cercando ha già una moglie.

## Distribuzione
Il film è stato distribuito nelle sale francesi dal 17 gennaio 1951.

## Riconoscimenti
- 1951 – Festival internazionale del cinema di Berlino
Orso d'oro (categoria "Commedie")
- 1951 – Festival internazionale del cinema di Karlovy Vary
Miglior regista a Jean-Paul Le Chanois